# Benedikt Feigl
Benedikt Feigl (* 30. Oktober 1988 in Starnberg) ist ein bayerischer Modellflugpilot. Feigl wohnt derzeit südlich von München.
Der Industriemechaniker ist durch seinen Vater zum Modellflug gekommen. Seit 1994 beschäftigt sich Benedikt Feigl mit dem Modellflug, am Wettbewerbsfliegen nimmt er seit 1995 teil. 2001 wurde er Bayerischer Meister bei den Junioren in der Klasse F3J (F = Sparte Modellflug, 3 = funkferngesteuerter Modellflug, J = Thermik-Dauerflug) der Fédération Aéronautique Internationale. 2002 belegte er bei der F3J Eurotour den 1. Platz bei den Junioren und den 8. Platz in der Gesamtwertung. Bei EM und WM 2003 bis 2006 siegte er mit der Juniorenmannschaft. Im Jahr 2006 gewann er den Einzel-Vize-WM-Titel bei den Junioren. Seine größten Erfolge sind der 1. Platz bei der WM 2008 in Adapazarı, Türkei, der 2. Platz bei der WM 2010 auf dem Flughafen Dole-Jura, Frankreich und erneut der 1. Platz bei der WM 2012 in Johannesburg, Südafrika. Damit ist Benedikt Feigl jüngster und erster Deutscher Weltmeister im Modellflugsport in der Kategorie F3J. Benedikt Feigl ist Mitglied beim LSV Weilheim-Peißenberg.
Ebenso ist seine Familie in der Klasse F3J die derzeit erfolgreichste Familie Deutschlands. Sein Bruder Sebastian Feigl holte sich 2007 den Titel des Europameisters, 2008 erlangte Benedikt den Titel des Weltmeisters und Sebastian sicherte sich noch den Deutschen Meistertitel dazu. Bis jetzt gelang es keiner Familie diese drei möglichen Titel im F3J gleichzeitig zu führen.

## Modelle
Sein erstes Modellflugzeug war ein Riser 100. Zwischenzeitlich verwendete Feigl die Modelle Xperience und Shadow. Derzeit wird das Modell Xplorer geflogen, diesen gibt es in verschiedenen Versionen. Ausgewählt werden die Flieger je nach Wind und Wetter.